# هنري ليمان
هنري ليمان (بالفرنسية: Henri Lehmann)‏ هو رسام ألماني وفرنسي، ولد في 14 أبريل 1814 في كيل في ألمانيا، وتوفي في 31 مارس 1882 في باريس في فرنسا.

## وصلات خارجية
- هنري ليمان على موقع الموسوعة البريطانية (الإنجليزية)
- هنري ليمان على موقع ميوزك برينز (الإنجليزية)
- هنري ليمان على موقع ديسكوغز (الإنجليزية)